# Adolf von Senarclens-Grancy
Adolf Wilhelm Ferdinand Heinrich von Senarclens-Grancy (* 19. September 1805 in Grancy; † 11. Oktober 1863 in Paris) war hessen-darmstädter Generalmajor sowie Diplomat und Kammerherr.

## Leben

### Herkunft
Er war Angehöriger des waadtländischen Uradelsgeschlechtes Senarclens-Grancy. Seine Eltern waren César-Augute de Senarclens (1763–1836), Herr von St. Denis und Grancy sowie Bataillonskommandeur der Schweizergarde in Frankreich, und dessen Ehefrau Louise Marie Claudine Rose Elisabeth, geborene Loriol (1773–1836) aus Etoy. Sein Bruder August Ludwig (1794–1871) war hessischer Oberstallmeister.

### Werdegang
Er wurde im Jahr 1831 Premierleutnant beim Garde du Corps der Großherzoglich Hessischen Armee. Aber auch 1832 Kammerjunker und 1836 Kammerherr. Er erhielt 1840 das Ritterkreuz des Verdienstordens Philipps des Großmütigen und 1847 den Orden des Heiligen Wladimir IV. Klasse. Er wurde Rittmeister und Major und im Jahr 1848 zum Kommandeur der Garde du Corps ernannt. Im Jahr 1853 erfolgte die Ernennung zum Generalmajor. Im gleichen Jahr kam er als Ministerresident zunächst nach Paris, dann Brüssel und den Haag. Am 17. Februar 1856 wurde er Nachfolger von Freiherr Franz Wambolt von Umstadt als Gesandter und bevollmächtigter Minister am kaiserlich französischen Hof in Paris. Er starb 1863 in Paris.
Er erhielt am 9. Juni 1855 das Ritterkreuz I. Klasse des Ludwigsordens, am 25. August 1857 das Komturkreuz des Ordens Philipps des Großmütigen und am 20. März 1859 das Komturkreuz des Ordens vom Niederländischen Löwen und das Großkreuz des Ordens de Isabel la Católica. Am 25. Januar 1860 bekam er noch das Großkreuz des Leopoldsordens.

### Familie
Er heiratete im Jahr 1852 Johanna Sophie Henriette Gravelius (* 1811), die Tochter des Lehrer und Postmeister in Gießen Philipp Ludwig Gravelius und der Dorothea Caroline Bauer aus Hersfeld. Das Paar lebte bereits seit mindestens 1834 zusammen und hatte mehrere Kinder:
- Emil (1835–1919), K.K. Generalmajor ⚭ Susanne Frederike vom Steitz (* 12. März 1845)
- Marie (* 9. Juni 1845), Hofdame ⚭ 1866 Julius von Muralt, Hauptmann a. D.
- Adelheid (* 7. Oktober 1846)